# Pey (Limburg)
Pey (Limburgs: Pej of Peij) is een kerkdorp in de gemeente Echt-Susteren in de Nederlandse provincie Limburg dat tegen Echt is aangegroeid, en daarvan enkel nog gescheiden is door een spoorweg. In het dorp Pey woonden op 1 januari 2019 6.928 inwoners.

## Etymologie
De plaats is vernoemd naar de O.L. Vrouw van Peys, wier naam met een 'Griekse y' werd gespeld, hoewel velen het met een Nederlandse 'ij' spellen.

## Geschiedenis
De oudste bebouwing van het dorp bevindt zich in het zuiden, rond de Dorpstraat. Later, vooral in de 19e eeuw, verplaatste de kern zich meer naar het noorden, langs de weg van Echt naar Koningsbosch/Waldfeucht. Het dorp breidde zich vooral uit langs deze weg en langs de Dorpstraat en werd daardoor een y-vormig lintdorp. In de tweede helft van de 20e eeuw werd het dorp flink uitgebreid waardoor het vastgroeide aan de gehuchten Schilberg en Hingen. Ook in Schilberg werd veel bijgebouwd waardoor dat zijn karakter als aparte kern verloor en het één geheel werd met Pey.
Aan de oostzijde lag het kasteel Holstrate.
De plaats bestaat uit twee woonbuurten: Pey-dorp met 2450 inwoners en Schilberg met 1780 inwoners. Het buitengebied telt daarnaast zo'n 760 inwoners. Hingen in het noorden wordt vaak tot Pey gerekend, maar hoort van oudsher bij Echt.

## Bezienswaardigheden
- Onze-Lieve-Vrouw Onbevlekt Ontvangenkerk, van 1857.
- Abdij Lilbosch ten zuidoosten van Pey, van 1883 en later.
- Sint-Antoniuskapel van 1875, aan Dorpstraat 52A
- Sint-Rochuskapel, aan Dorpstraat 109A, van 1902 en herbouwd in 1991
- Mariakapel op de begraafplaats
- Voormalige Zuivelfabriek Sibema, van 1920, aan Brugweg 1

Zie ook
- Lijst van rijksmonumenten in Pey

## Economie
Even ten oosten van het dorp bevindt zich de hoofdlocatie van de Stichting Pergamijn, een instelling voor mensen met een verstandelijke beperking.

## Natuur en landschap
Pey ligt op het middenterras van de Maas, op een hoogte van ongeveer 30 meter. Naar het westen toe is Pey vastgebouwd aan Echt en Schilberg, naar het zuiden aan de buurtschap Slek. In het noorden vindt men buurtschap Hingen en in het oosten afwisseling van landbouw en droog bos, met natuurgebied Marissen en verder ontgonnen broekgebieden zoals Echterbroek en Putbroek. De Vulensbeek loopt ten oosten van Pey in noordelijke richting. Verder naar het oosten, voorbij Abdij Lilbosch, stroomt de Pepinusbeek in noordoostelijke richting.

## Verenigingsleven
- Een voetbalvereniging: RIOS'31.
- een fanfare St. Joseph Pey, opgericht in de winter van 1909-1910 door de heer L. van Neer.
- Een brassband St Rochus. Deze vereniging is opgericht in 1958 als jeugddrumband. Met de aanschaf van klaroenen in 1964, is de naam gewijzigd in "Klaroenkorps St Rochus". In het najaar van 1986 vond een omschakeling plaats naar Drumfanfare. Na een periode van 5 jaar werd in 1992 besloten om met de bezetting van een brassband verder te gaan. In 2013 hield de vereniging op te bestaan.
- Een fluit- en Tambourkorps Juliana. Deze muziekvereniging dateert uit 1926 en is ontstaan uit de vroegere werkliedenbond in Pey.
- Een handboogvereniging genaamd handboogschutterij "De Ster". Deze vereniging schiet al vele jaren in de hoogste klasse van de Midden-Limburgse Handboogbond "Gezellig samenzijn". "De Ster" heeft zo'n 50 leden en is daarmee een van de grootste handboog verenigingen van de regio.
- Een zangvereniging Pey Vocaal, dat meerstemmige koormuziek brengt.
- Scoutinggroep Maria Goretti.

## Geboren in Pey
- Jo Simons (1938-2025), politicus

## Nabijgelegen kernen
Echt, Sint Joost, Maria Hoop, Koningsbosch, Susteren, Slek
Kernen: Dieteren · Echt · Koningsbosch · Maria Hoop · Nieuwstadt · Pey · Roosteren · Sint Joost · Slek · Susteren

Buurten en buurtschappen: Aan het Echterbosch · Aan Reijans · Aasterberg · Baakhoven · Berkelaar · Christinawijk · Echterbosch · Frenkenshof · Gebroek · Gulickshof · Haeselaarbroek · Heide · Hingen · Hommelhof · Illikhoven · Kokkelert · Lange Bosschen · Liboscherveld · Mariaveld · Pepinusbrug · Pepiniushof · In de Mehre · Middelveld · Munsterveld · Oevereind · Ophoven · Oud-Roosteren · Putbroek · Schilberg · Sint Anna · Sint Antoniushoeve · Spaanshuisken · Visserweert · Vogelsang · Wolfskoul

Bedrijventerreinen: De Berk · Businesspark ML · Dieterderweg · De Loop · Wolfskoul

Limburg: Steden en dorpen      Nederland: Provincies · Gemeenten